# Stjälkskål
Stjälkskål (Hymenoscyphus herbarum) är en svampart som först beskrevs av Christiaan Hendrik Persoon, och fick sitt nu gällande namn av Dennis 1964. Hymenoscyphus herbarum ingår i släktet Hymenoscyphus och familjen Helotiaceae.   Inga underarter finns listade i Catalogue of Life.
I den svenska databasen Dyntaxa används istället namnet Calycina herbarum för samma taxon.  Arten är reproducerande i Sverige.